# Callimedusa tomopterna
Callimedusa tomopterna (Synonym: Phyllomedusa tomopterna) auch Tiger-Makifrosch oder Gelbflanken-Makifrosch ist ein Froschlurch aus der Gattung Callimedusa. Sie wurde unter dem wissenschaftlichen Namen Pithecopus tomopternus 1868 von Edward Drinker Cope erstbeschrieben.

## Beschreibung
Callimedusa tomopterna kann zwischen 8 und 15 Jahre alt werden. Die glatte Oberseite ist einheitlich grün, die Innenseiten der Beine und Füße sowie vor allem die Flanken sind orange mit schwarzen, vertikalen Streifen, was der Art auch den Namen Tiger-Makifrosch eingetragen hat. Der körnige Bauch ist weißlich bis orangefarben. Die Iris ist silbrig grau, die Pupillen vertikal. Er ähnelt äußerlich sehr Pithecopus hypochondrialis, allerdings reichen Gelb und Orange bis zum Bauch und an die Seiten ohne Unterbrechung. Außerdem besitzt er kleine Haftscheiben an den Fingern. Die Finger sind ohne, die letzten drei Zehen mit rudimentären Schwimmhäuten. Der erste Finger und der erste Zeh sind gegenüberstellbar. Männchen erreichen eine Größe von 45 bis 50 Millimetern, Weibchen 60 Millimeter.
Jungtiere sind, abhängig von Lebensraum und Lebensweise, grün bis braun gefärbt.

## Verbreitung
Callimedusa tomopterna ist vom Südosten Venezuelas bis Französisch-Guayana, im Amazonasbecken in Brasilien, in Kolumbien, Ecuador, Peru und Bolivien zu finden. Der Frosch kommt bis in Höhen von 500 m vor.

## Lebensraum und Lebensweise
Callimedusa tomopterna ist eine arboreale (auf Bäumen lebende) Art die in unberührtem, primärem Regelwald zu finden ist. Dort findet man sie an temporären und semitemporären Gewässern. Wie alle Arten der Gattung Callimedusa ist auch Callimedusa tomopterna ausschließlich nachtaktiv. Nach dem ersten Tageslicht stellen die Frösche ihre Aktivität ein und suchen ihre bevorzugten Ruheplätze auf. Nachts gehen sie auf Futter- und Partnersuche und agieren dabei sehr leise und langsam. Besonders aktiv sind sie in den ersten Nachtstunden, da in dieser Zeit sowohl die Temperaturen als auch die Luftfeuchtigkeit relativ hoch sind. Zum natürlichen Beutespektrum gehören kleinere Insekten und Spinnen. Tagsüber schlafen sie mit eng aneinander gefalteten Beinen auf Blättern.

### Fortpflanzung
Die Eier werden an Blättern über Wasser abgelegt. Nach dem Schlüpfen fallen die Kaulquappen in das Wasser und entwickeln sich dort weiter. Die Kaulquappen sind orange und bleiben in der ersten Tagen der Entwicklung in Gruppen zusammen. Es scheint, dass die Art sich über das ganze Jahr fortpflanzt solange kleine Tümpel vorhanden sind.